# Petunia littoralis
Petunia littoralis är en potatisväxtart som beskrevs av L. B. Smith och Downs. Petunia littoralis ingår i släktet petunior, och familjen potatisväxter. Inga underarter finns listade i Catalogue of Life.

## Bildgalleri

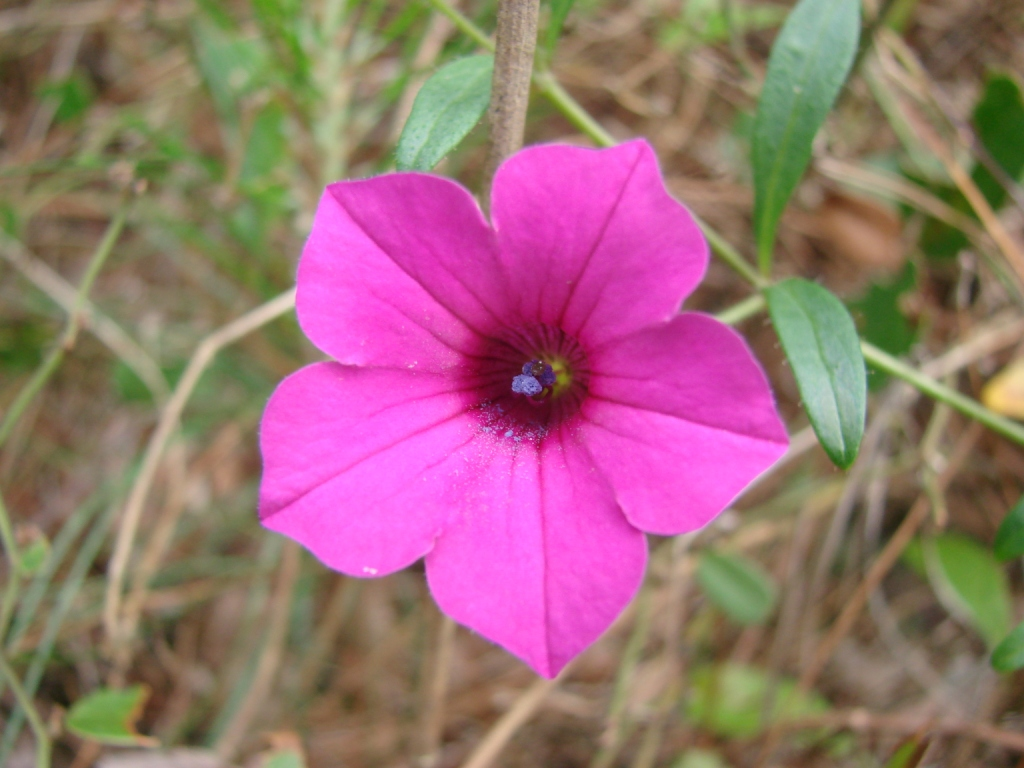
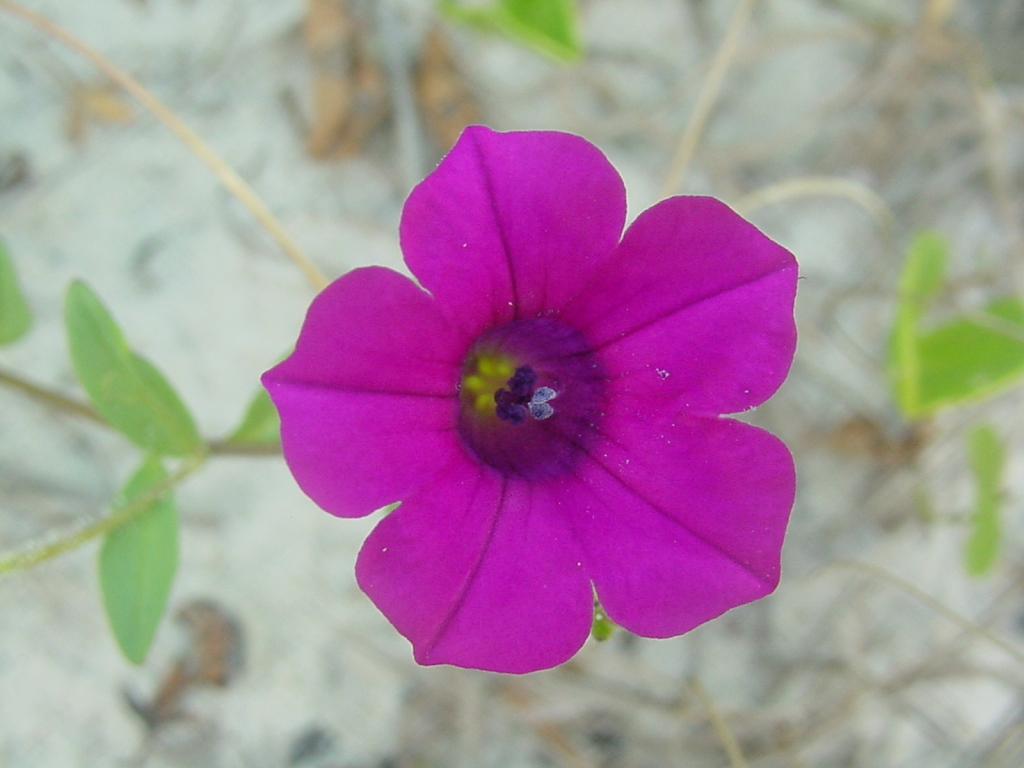
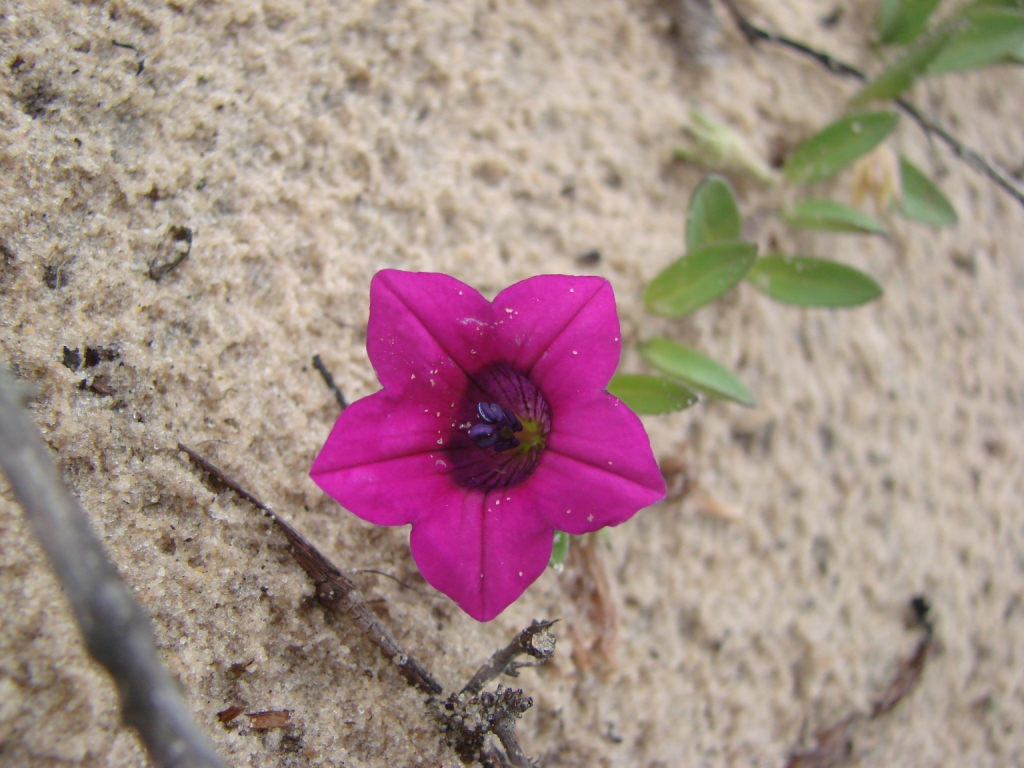
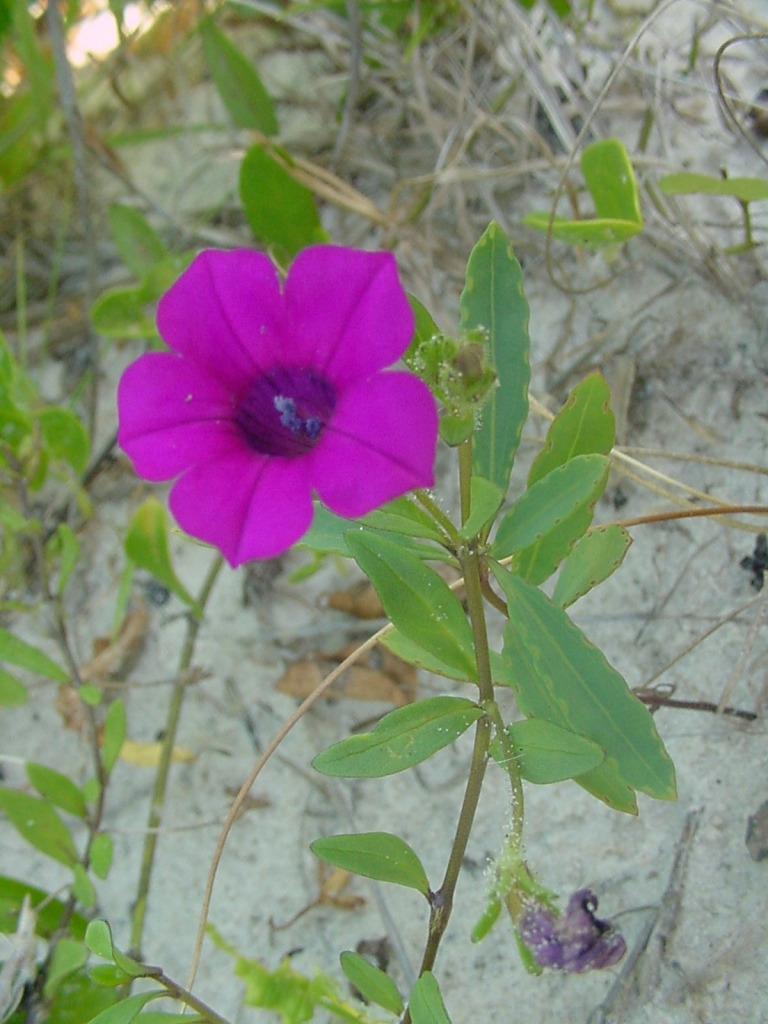